# Тела (Грузия)
Тела (груз. თელა) — село в Грузии, в муниципалитете Лагодехи края Кахетия. 

## География
Село расположено в восточной части края, в 12 километрах по прямой к юго-западу от центра муниципалитета Лагодехи. Высота центра — 280 метров над уровнем моря.

## Население
По данным переписи населения 2014 года, в селе проживало 779 человек.
| Год  | Население | Мужчины | Женщины |
| ---- | --------- | ------- | ------- |
| 2002 | 1007      | 403     | 604     |
| 2014 | 779       | 403     | 376     |